# Rumoi, Hokkaidō
Rumoi (留萌市 Rumoi-shi) là thành phố thuộc phó tỉnh Rumoi, Hokkaidō, Nhật Bản. Tính đến ngày 1 tháng 10 năm 2020, dân số ước tính thành phố là 20.114 người và mật độ dân số là 68 người/km2. Tổng diện tích thành phố là 297,8 km2.

## Địa lý

### Khí hậu
| Dữ liệu khí hậu của Rumoi, Hokkaidō      | Dữ liệu khí hậu của Rumoi, Hokkaidō | Dữ liệu khí hậu của Rumoi, Hokkaidō | Dữ liệu khí hậu của Rumoi, Hokkaidō | Dữ liệu khí hậu của Rumoi, Hokkaidō | Dữ liệu khí hậu của Rumoi, Hokkaidō | Dữ liệu khí hậu của Rumoi, Hokkaidō | Dữ liệu khí hậu của Rumoi, Hokkaidō | Dữ liệu khí hậu của Rumoi, Hokkaidō | Dữ liệu khí hậu của Rumoi, Hokkaidō | Dữ liệu khí hậu của Rumoi, Hokkaidō | Dữ liệu khí hậu của Rumoi, Hokkaidō | Dữ liệu khí hậu của Rumoi, Hokkaidō | Dữ liệu khí hậu của Rumoi, Hokkaidō |
| Tháng                                    | 1                                   | 2                                   | 3                                   | 4                                   | 5                                   | 6                                   | 7                                   | 8                                   | 9                                   | 10                                  | 11                                  | 12                                  | Năm                                 |
| ---------------------------------------- | ----------------------------------- | ----------------------------------- | ----------------------------------- | ----------------------------------- | ----------------------------------- | ----------------------------------- | ----------------------------------- | ----------------------------------- | ----------------------------------- | ----------------------------------- | ----------------------------------- | ----------------------------------- | ----------------------------------- |
| Cao kỉ lục °C (°F)                       | 7.8 (46.0)                          | 10.9 (51.6)                         | 16.8 (62.2)                         | 24.6 (76.3)                         | 29.3 (84.7)                         | 32.0 (89.6)                         | 33.7 (92.7)                         | 35.6 (96.1)                         | 33.1 (91.6)                         | 24.9 (76.8)                         | 21.2 (70.2)                         | 14.0 (57.2)                         | 35.6 (96.1)                         |
| Trung bình ngày tối đa °C (°F)           | −1.0 (30.2)                         | −0.4 (31.3)                         | 3.2 (37.8)                          | 9.4 (48.9)                          | 15.4 (59.7)                         | 19.2 (66.6)                         | 23.1 (73.6)                         | 24.6 (76.3)                         | 21.4 (70.5)                         | 15.2 (59.4)                         | 7.8 (46.0)                          | 1.3 (34.3)                          | 11.6 (52.9)                         |
| Trung bình ngày °C (°F)                  | −4.1 (24.6)                         | −3.7 (25.3)                         | 0.0 (32.0)                          | 5.5 (41.9)                          | 11.1 (52.0)                         | 15.4 (59.7)                         | 19.6 (67.3)                         | 20.9 (69.6)                         | 17.2 (63.0)                         | 11.1 (52.0)                         | 4.4 (39.9)                          | −1.5 (29.3)                         | 8.0 (46.4)                          |
| Tối thiểu trung bình ngày °C (°F)        | −7.4 (18.7)                         | −7.4 (18.7)                         | −3.5 (25.7)                         | 1.6 (34.9)                          | 7.2 (45.0)                          | 12.3 (54.1)                         | 16.7 (62.1)                         | 17.7 (63.9)                         | 13.1 (55.6)                         | 6.9 (44.4)                          | 1.1 (34.0)                          | −4.4 (24.1)                         | 4.5 (40.1)                          |
| Thấp kỉ lục °C (°F)                      | −23.4 (−10.1)                       | −22.8 (−9.0)                        | −22.4 (−8.3)                        | −10.1 (13.8)                        | −2.8 (27.0)                         | 1.6 (34.9)                          | 5.0 (41.0)                          | 7.1 (44.8)                          | 1.1 (34.0)                          | −4.4 (24.1)                         | −9.5 (14.9)                         | −21.4 (−6.5)                        | −23.4 (−10.1)                       |
| Lượng Giáng thủy trung bình mm (inches)  | 95.8 (3.77)                         | 68.5 (2.70)                         | 53.5 (2.11)                         | 43.2 (1.70)                         | 59.7 (2.35)                         | 56.3 (2.22)                         | 113.9 (4.48)                        | 126.6 (4.98)                        | 145.4 (5.72)                        | 131.4 (5.17)                        | 140.0 (5.51)                        | 119.9 (4.72)                        | 1.154,1 (45.44)                     |
| Lượng tuyết rơi trung bình cm (inches)   | 165 (65)                            | 120 (47)                            | 75 (30)                             | 9 (3.5)                             | 0 (0)                               | 0 (0)                               | 0 (0)                               | 0 (0)                               | 0 (0)                               | 0 (0)                               | 35 (14)                             | 147 (58)                            | 546 (215)                           |
| Số ngày giáng thủy trung bình (≥ 1.0 mm) | 20.4                                | 16.5                                | 13.0                                | 9.5                                 | 8.9                                 | 8.1                                 | 8.9                                 | 9.7                                 | 12.7                                | 15.2                                | 18.7                                | 22.0                                | 163.6                               |
| Số ngày tuyết rơi trung bình             | 24.7                                | 21.8                                | 17.8                                | 2.6                                 | 0                                   | 0                                   | 0                                   | 0                                   | 0                                   | 0.1                                 | 7.7                                 | 23.0                                | 97.7                                |
| Độ ẩm tương đối trung bình (%)           | 77                                  | 75                                  | 72                                  | 72                                  | 76                                  | 82                                  | 85                                  | 83                                  | 79                                  | 74                                  | 74                                  | 76                                  | 77                                  |
| Số giờ nắng trung bình tháng             | 48.0                                | 69.7                                | 129.7                               | 174.5                               | 201.2                               | 174.0                               | 169.2                               | 174.4                               | 167.5                               | 124.3                               | 51.9                                | 29.6                                | 1.514                               |
| Phần trăm nắng có thể                    | 18                                  | 26                                  | 39                                  | 43                                  | 42                                  | 40                                  | 37                                  | 40                                  | 47                                  | 38                                  | 19                                  | 11                                  | 35                                  |
| Nguồn 1: Cục Khí tượng Nhật Bản          |                                     |                                     |                                     |                                     |                                     |                                     |                                     |                                     |                                     |                                     |                                     |                                     |                                     |
| Nguồn 2: NOAA                            |                                     |                                     |                                     |                                     |                                     |                                     |                                     |                                     |                                     |                                     |                                     |                                     |                                     |